# إيفلين سوتون
إيفلين سوتون (بالإنجليزية: Eve Sutton)‏ هي كاتِبة وكاتبة للأطفال نيوزيلندية، ولدت في 14 سبتمبر 1906، وتوفيت في 19 ديسمبر 1992.